# Bridgewater (Maine)
Bridgewater es un pueblo ubicado en el condado de Aroostook en el estado estadounidense de Maine. En el Censo de 2010 tenía una población de 610 habitantes y una densidad poblacional de 6,04 personas por km².

## Geografía
Bridgewater se encuentra ubicado en las coordenadas 46°24′49″N 67°50′57″O / 46.41361, -67.84917. Según la Oficina del Censo de los Estados Unidos, Bridgewater tiene una superficie total de 100.93 km², de la cual 100.49 km² corresponden a tierra firme y (0.44%) 0.44 km² es agua.

## Demografía
Según el censo de 2010, había 610 personas residiendo en Bridgewater. La densidad de población era de 6,04 hab./km². De los 610 habitantes, Bridgewater estaba compuesto por el 96.72% blancos, el 0% eran afroamericanos, el 0.66% eran amerindios, el 0.16% eran asiáticos, el 0% eran isleños del Pacífico, el 0.98% eran de otras razas y el 1.48% pertenecían a dos o más razas. Del total de la población el 1.15% eran hispanos o latinos de cualquier raza.